# Neoxyphinus
Neoxyphinus – rodzaj pająków z rodziny Oonopidae. Obejmuje 48 opisanych gatunków.

## Morfologia
Pająki o ciele długości od 1,5 do 3,3 mm, pozbawionym wzoru barwnego.
Karapaks jest w zarysie jajowaty lub owalny, o wyniesionej części głowowej, zaokrąglonych kątach tylno-bocznych, pozbawiony jamki, wyrostków w kątach przednio-bocznych czy rozchodzących się promieniście dołków. Część głowowa może być gładka, rowkowana, siateczkowana lub ziarenkowana lub guzkowana. W tyle karapaksu mogą występować powiększone kieszonki szczecinkowe lub od jednej do trzech par kolców. Występuje sześć par oczu; te pary przednio-bocznej są największe i okrągłe, tylno-środkowej kwadratowawe i stykające się ze sobą, a tylno-bocznej okrągłe i naprzeciwległe przednio-bocznym. Oczy pary tylno-środkowej leżą wyżej niż tylno-bocznej, ale w widoku grzbietowym na jednej linii prostej. Wysoki nadustek porastają igłowate szczecinki. Lekko rozbieżne szczękoczułki mają po jednym zębie na przedniej i tylnej krawędzi. Prostokątna warga dolna nie jest zlana z pozbawionym poprzecznych listewek sternum, a na szczękach brak jest serruli. U samca szczęki mają w części odsiebnej tylno-boczne wydrążenie z ząbkowatą apofizą przedwierzchołkową i pojedynczym sensillum szczeciniastym.
Odnóża wszystkich par mają jednakowej grubości uda oraz po jednym trichobotrium wierzchołkowym na nadstopiu. U samicy uda pierwszej pary mają co najwyżej dwa kolce, u samca nie mają ich wcale. Zaokrąglony organ tarsalny ma cztery sensilla.
Opistosoma (odwłok) jest jajowata w zarysie, w tyle zaokrąglona. Z wierzchu na całej długości nakryta jest silnie zesklerotyzowanym skutum grzbietowym. Od spodu występuje otaczające rurkowaty łącznik skutum epigastryczne oraz zlane z nim, zajmujące prawie całą długość opistosomy skutum postepigastryczne. Skutum epigastryczne nie jest przyrośnięte do skutum grzbietowego. Przednia i tylna para przetchlinek połączone są bruzdami. Nie występuje skutum kądziołkowe ani nadodbytowe, brak także sklerytów bocznych.
Nogogłaszczki samca mają niezmodyfikowane krętarz, udo i rzepkę. Jajowate cymbium jest całkowicie zrośnięte z silnie rozdętym bulbusem. Embolus jest umieszczony przedwierzchołkowo, zwarty, S-kształtny, od spodu wykrojony u podstawy, u szczytu przedłużony, czasem zaopatrzony w listewki. Otwór ejakulacyjny jest duży i okrągły, zwykle umieszczony przednio-bocznie, ale u wielu gatunków przesunięty w inną pozycję.
Genitalia samicy mają duży przedsionek o silnie obrzeżonych krawędziach, wydłużony, pośrodkowy skleryt wewnętrzny i długie apodemy po bokach. Zbiornik nasienny jest duży i pojedynczy.

## Ekologia i występowanie
Pająki te zasiedlają głównie ściółkę lasów. Kilka gatunków znajdowano również w chodnikach termitów z rodzajów Nasutitermes i Neocapritermes.
Rodzaj neotropikalny, znany z Jamajki, Trynidadu, Wenezueli, Gujany, Ekwadoru, Brazylii, Peru, Boliwii i północno-zachodniej Argentyny. 34 gatunki należą do fauny Brazylii, w tym większość znana jest tylko z tego kraju.

## Taksonomia
Takson ten wprowadzony został w 1953 roku przez Maxa Birabéna na łamach „Physis”. Gatunkiem typowym wyznaczony został opisany w tej samej publikacji N. ogloblini.
Do rodzaju tego należy 48 opisanych gatunków:

- Neoxyphinus almerim Feitosa et Bonaldo, 2017
- Neoxyphinus amazonicus Moss et Feitosa, 2016
- Neoxyphinus axe Abrahim et Brescovit, 2012
- Neoxyphinus barreirosi Abrahim et Bonaldo, 2012
- Neoxyphinus belterra  Feitosa et Ruiz, 2017
- Neoxyphinus beni Moss et Feitosa, 2016
- Neoxyphinus boibumba Abrahim et Rheims, 2012
- Neoxyphinus cachimbo Feitosa et Moss, 2017
- Neoxyphinus cantareira Feitosa et Ruiz, 2017
- Neoxyphinus capiranga Feitosa et Moss, 2017
- Neoxyphinus caprichoso Feitosa et Ruiz, 2017
- Neoxyphinus carigoblin Feitosa et Moss, 2017
- Neoxyphinus cavus Feitosa et Bonaldo, 2017
- Neoxyphinus caxiuana Feitosa et Moss, 2017
- Neoxyphinus celluliticus Feitosa et Ruiz, 2017
- Neoxyphinus coari Feitosa et Moss, 2017
- Neoxyphinus coca Moss et Feitosa, 2016
- Neoxyphinus crasto Feitosa et Moss, 2017
- Neoxyphinus ducke Feitosa et Moss, 2017
- Neoxyphinus furtivus (Chickering, 1968)
- Neoxyphinus garantido Feitosa et Moss, 2017
- Neoxyphinus gregoblin Abrahim et Santos, 2012
- Neoxyphinus hispidus (Dumitrescu et Georgescu, 1987)
- Neoxyphinus inca Moss et Ruiz, 2016
- Neoxyphinus jacareacanga Feitosa et Moss, 2017
- Neoxyphinus keyserlingi (Simon, 1907)
- Neoxyphinus macuna Moss et Ruiz, 2016
- Neoxyphinus meurei Feitosa et Moss, 2017
- Neoxyphinus murici Feitosa et Moss, 2017
- Neoxyphinus mutum Feitosa et Moss, 2017
- Neoxyphinus novalima Feitosa et Moss, 2017
- Neoxyphinus ornithogoblin Feitosa et Moss, 2017
- Neoxyphinus paraiba Feitosa et Moss, 2017
- Neoxyphinus paraty Feitosa et Moss, 2017
- Neoxyphinus petrogoblin Abrahim et Ott, 2012
- Neoxyphinus pure Moss et Bonaldo, 2016
- Neoxyphinus rio Feitosa et Moss, 2017
- Neoxyphinus saarineni Moss et Bonaldo, 2016
- Neoxyphinus sax Feitosa et Moss, 2017
- Neoxyphinus simsinho Feitosa et Moss, 2017
- Neoxyphinus stigmatus Feitosa et Moss, 2017
- Neoxyphinus termitophilus (Bristowe, 1938)
- Neoxyphinus trujillo Moss et Bonaldo, 2016
- Neoxyphinus tucuma Feitosa et Moss, 2017
- Neoxyphinus tuparro Moss et Ruiz, 2016
- Neoxyphinus xyphinoides (Chamberlin et Ivie, 1942)
- Neoxyphinus yacambu Moss et Feitosa, 2016
- Neoxyphinus yekuana Moss et Feitosa, 2016